# 한명수 (야구인)
한명수(韓明洙, 1966년 11월 13일~)는 전 KBO 리그 MBC 청룡과 OB 베어스의 투수이다.
동국대 야구부에서 뛰다가 MBC 청룡에 지명을 받아 입단하게 된다. 그러나 많은 경기에 뛰지 못하고 2군에서 주로 활약하던 중 팀이 LG 트윈스로 바뀐뒤 OB 베어스가 현금을 주고 트레이드하였다. 이 트레이드는 양 팀 간의 3번째 트레이드였다. 그러나 OB에서 단 한차례도 1군 마운드에 오르지 못하고 2군에서 활동하다 어깨 부상으로 은퇴하였다. 투구폼은 오버핸드였다.

## 출신학교
- 동국대학교

## 프로 야구 선수 시절

### MBC 청룡
처음 입단후 1군 마운드에 몇 번 오른뒤, 2군에서 활동을 했다. 2군 방어율은 알려지지 않으나 1군에서 활약은 중간계였으며 5경기에 나서서 평균 자책점 0.56, 2승 0 패 0 홀드 0 세 0 완투 16 이닝 11 피안타 0 피홈런 5 4사구 1 탈삼진 2실점 1자책점을 기록하였다. 많은 경기에 출장하지 못하였고, 그리 좋지 않은 성적이었다. 이후 기대에 미치지 못하여 2군에서 활동하였다...

### LG 트윈스
팀이 바뀐 뒤, 다시 몇 차례 1군 마운드에 섰다. 평균 자책점 4.05, 2경기 출장 2승 0패 0세 0홀드 0완투 0완봉 6 2/3 이닝 6피안타 8 4사구 0 탈삼진 4삼진 3자책점으로 저조한 성적을 보이다 OB에 트레이드되었다.

### OB 베어스
1991년 OB 베어스로 트레이드된 후 단 한차례도 1군 마운드에 오르지 못하고 결국 어깨 부상으로 은퇴하였다.